# José Antonio Castro
José Antonio Castro (Buenos Aires, 15 ottobre 1955) è un ex calciatore argentino, di ruolo attaccante.

## Carriera

### Club
Ha giocato nella massima serie argentina con Vélez Sársfield, Independiente e Argentinos Juniors.

### Nazionale
Con la Nazionale argentina ha giocato 5 partite prendendo parte alla Copa América 1979.

## Palmarès

### Club

#### Competizioni nazionali
- Campionato argentino: 2

Argentinos Juniors: Metropolitano 1984, Nacional 1985

#### Competizioni internazionali
- Coppa Libertadores: 1

Argentinos Juniors: 1985
- Coppa Interamericana: 1

Argentinos Juniors: 1986